# Lletres Asturianes

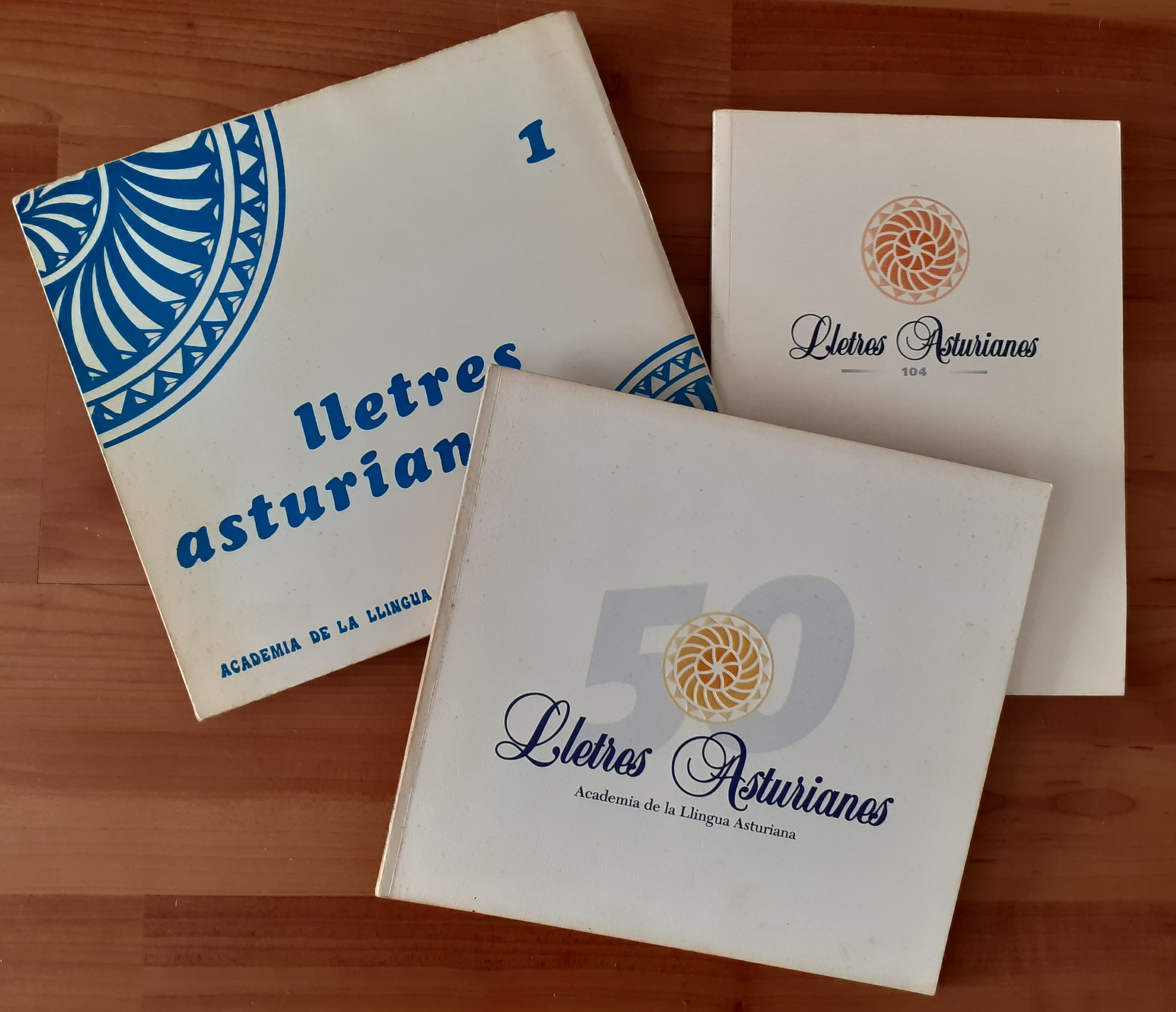

Lletres Asturianes és el butlletí oficial de l'Academia de la Llingua Asturiana i es publica principalment en asturià.
El seu primer número fou publicat l'any 1982, i d'ençà se'n publicaven entre 3 i 4 a l'any, dels quals un era un monogràfic literari pel Dia de les Lletres Asturianes. Des de l'any 2009, el volum literari es publica de manera independent, creant la nova publicació Lletres Lliterariu. Amb el número 104, es canvia el format per adaptar-se a les publicacions científiques internacionals, i s'estableix una periodicitat semestral. Amb el següent número, es publica també en format digital.
El contingut de la publicació, obert sempre per un Entamu, es basa principalment en estudis i treballs d'investigació lingüística, literària, històrica, etnogràfica o antropològica. De la mateixa manera també dedica pàgines a la recuperació de textos literaris vells o a la promoció de nous autors. Per aquest motiu també existeix una secció dedicada a les activitats que la societat asturiana realitza al voltant de la llengua asturiana, així com un llistat de les novetats editorials i discogràfiques amb l'asturià com a protagonista.